# Marc Hirschi
Pour les articles homonymes, voir Hirschi.
Marc Hirschi, né le 24 août 1998 à Berne, est un coureur cycliste suisse, membre de l'équipe Tudor Pro Cycling Team. En 2018, il devient le premier coureur à devenir champion du monde sur route espoirs et champion d'Europe sur route espoirs. Il gagne une étape du Tour de France 2020, où il est élu super-combatif. Il compte également à son palmarès des succès sur la Flèche wallonne en 2020, ainsi que la Classique de Saint-Sébastien et la Bretagne Classic en 2024.

## Biographie
Marc Hirschi habite à Ittigen, où vit également son modèle en tant que coureur et devenu son agent, Fabian Cancellara,,. Il commence la compétition cycliste à l'âge de 11 ans, inspiré à la fois par la passion de son père pour le sport et par le succès de son compatriote bernois Cancellara alors à l'apogée de sa carrière. Il pratique dans un premier temps le VTT, puis ajoute la route, la piste et le cyclo-cross à l'adolescence.

### Chez les amateurs

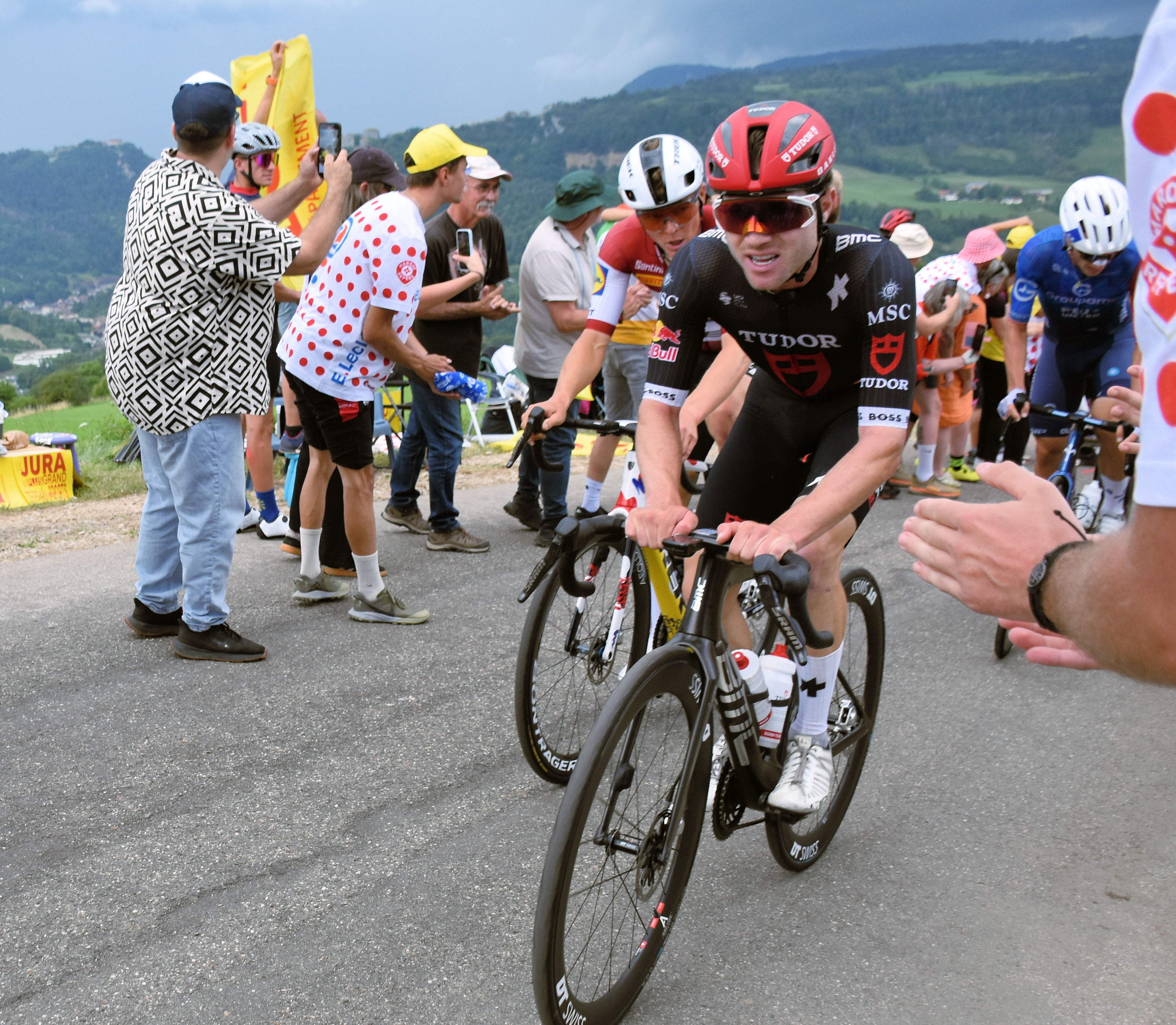
Marc Hirschi sur le Tour de France 2025

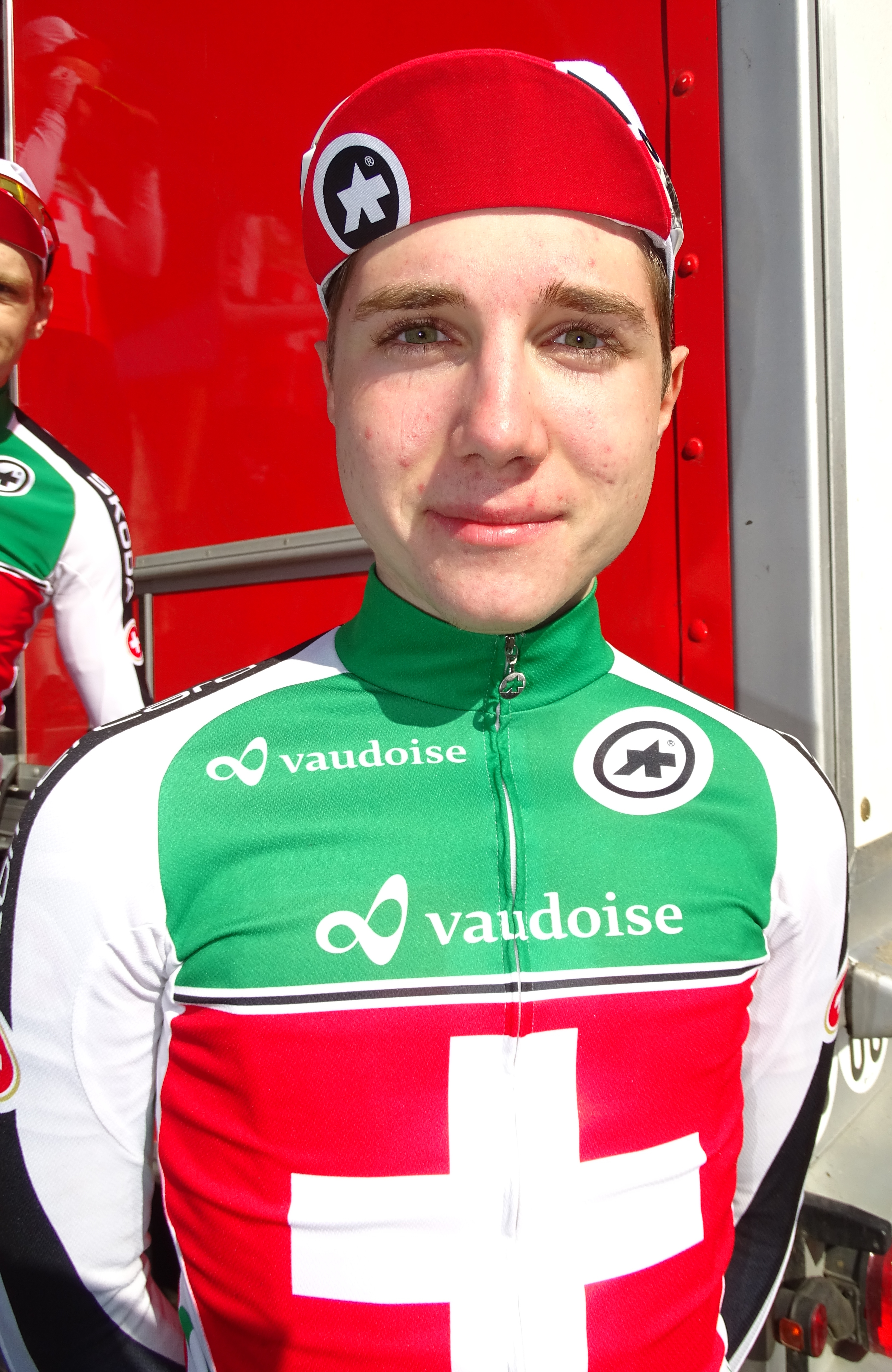
Marc Hirschi lors du départ du Paris-Roubaix juniors 2016 à Saint-Amand-les-Eaux.

En 2014, il prend la troisième place du championnat de Suisse sur route cadets (moins de 17 ans). Lors de sa première année en tant que junior (moins de 19 ans), il se signale en remportant plusieurs courses prestigieuses chez les juniors, telles que le Grand Prix Général Patton et le Grand Prix Rüebliland. Il est également champion de Suisse sur route juniors et obtient plusieurs tops 10 dans les championnats internationaux. En 2016, il conserve son titre de champion de Suisse sur route juniors et s'impose lors du Tour du Pays de Vaud, le Tour de Berne amateurs et le Trofeo Emilio Paganessi. À son sujet, Daniel Gisiger, le sélectionneur de la sélection suisse déclare en avril 2016 qu'« un coureur avec un tel potentiel est rare pour un entraîneur national ». Dans la foulée, sur piste, il devient champion du monde de l'américaine juniors aux côtés de Reto Müller. Quelques mois plus tard, les deux coureurs décrochent le titre national chez les élites dans cette discipline. Hirschi conclut sa dernière saison chez les juniors en étant vice-champion d'Europe du contre-la-montre juniors et huitième du championnat du monde du contre-la-montre juniors.

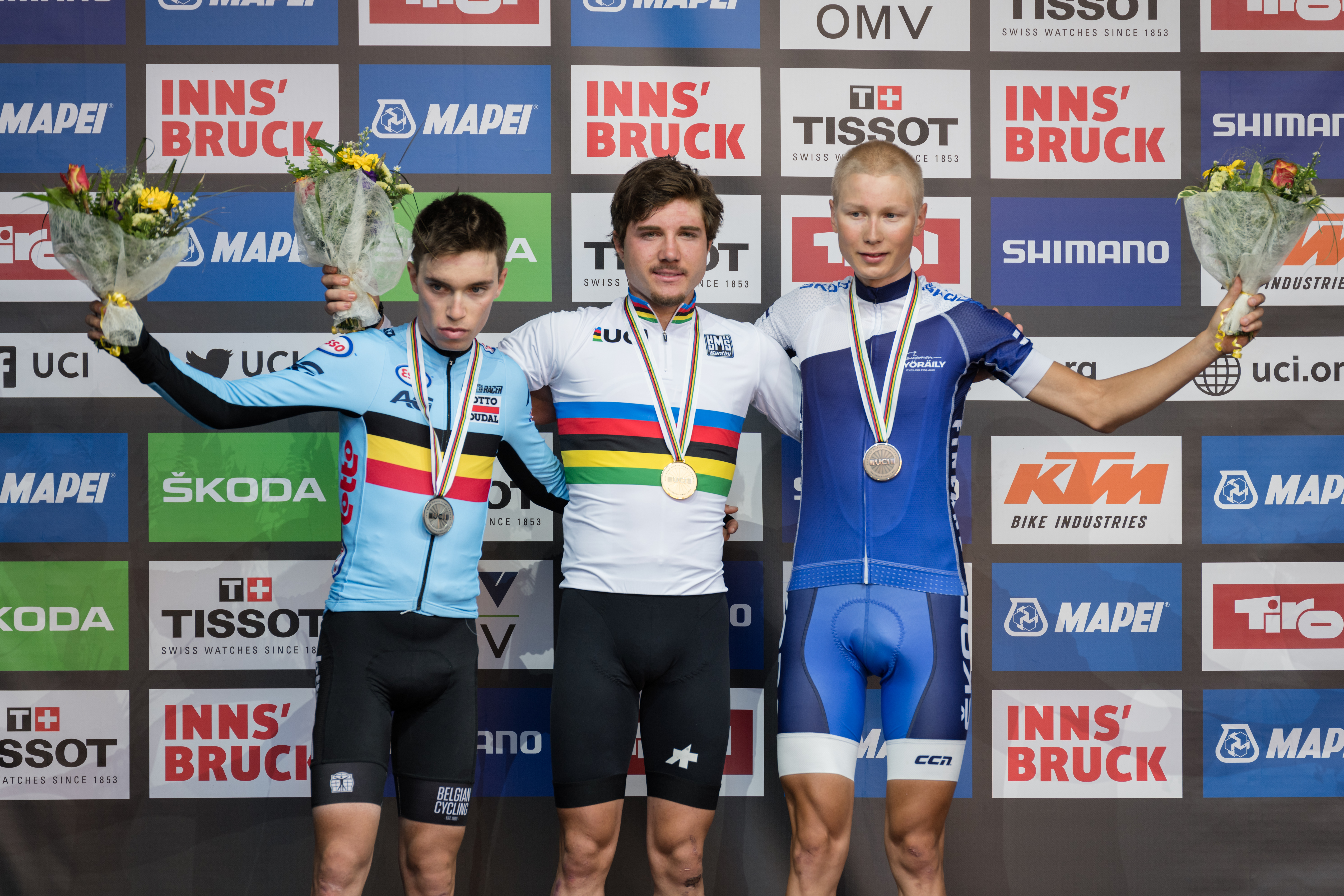
Podium des mondiaux espoirs 2018.

En 2017, il rejoint les rangs espoirs au sein de l'équipe BMC Development, réserve de l'équipe World Tour BMC Racing. Il délaisse alors la piste pour se consacrer uniquement au cyclisme sur route. Il gagne le Tour du Jura, obtient une médaille de bronze au championnat d'Europe sur route espoirs et se classe huitième du championnat d'Europe du contre-la-montre espoirs. En 2018, BMC Development s'arrête et il rejoint Sunweb Development, réserve de l'équipe World Tour Sunweb. Cette saison lui permet de révéler son potentiel, avec de nombreux succès.  Il remporte une étape sur l'Istrian Spring Trophy, le Grand Prix Priessnitz spa (troisième du général) et le Tour d'Alsace (deuxième du général). Durant l'été, il termine quatrième et meilleur jeune du Tour de l'Ain, puis devient champion d'Europe sur route espoirs. Échappé dans le final avec Victor Lafay et Fernando Barceló, il s'impose au sprint pour quelques centimètres face au coureur français. Lors des mondiaux espoirs, disputés sur un parcours difficile, il s'impose en solitaire, après avoir lâché dans une descente Bjorg Lambrecht et Jaakko Hanninen à un peu moins de 10 kilomètres de la fin. À la fin de l'année, il est élu cycliste espoir suisse de l'année.

### Carrière professionnelle

#### 2019-2020: la révélation chez Sunweb
En 2019, il passe professionnel chez Sunweb. Il fait ses débuts en février lors du Tour de l'Algarve. Fin mars, il est dixième de l'E3 BinckBank Classic, puis obtient deux tops cinq sur des étapes du Tour du Pays basque. En juin, il est vice-champion de Suisse du contre-la-montre et quatrième de la course en ligne. Au deuxième semestre, il se classe troisième de la Classique de Saint-Sébastien, son premier podium sur une course World Tour, alors qu'il n'a pas encore 21 ans. Par la suite, il est cinquième du classement général du BinckBank Tour, ainsi que sixième et meilleur jeune du Tour d'Allemagne. Aux mondiaux dans le Yorkshire, il termine 13e du contre-la-montre espoirs et 27e de la course sur route chez les élites.
Il lance sa deuxième saison professionnelle avec une 9e place sur la première étape du Tour de La Provence lors d'une arrivée en sprint massif. Malade sur le Tour des Alpes-Maritimes et du Var, il ne prend pas le départ de la troisième étape. Du fait de la pandémie de Covid-19, il ne retrouve la compétition que le 1er août sur les Strade Bianche. Il se distingue sur le Critérium du Dauphiné, 8e de la quatrième étape au terme d'une échappée. Retenu pour prendre part à son premier Grand Tour, le Tour de France, il prend la 2e place de la deuxième étape derrière Julian Alaphilippe, suivant son attaque dans le final. Il récupère à l'issue de l'étape le maillot blanc de leader du classement du meilleur jeune. Lors de la neuvième étape, il est repris à deux kilomètres de l'arrivée par un groupe de quatre coureurs après une échappée solitaire de 90 kilomètres mais parvient tout de même à décrocher une 3e place. Il est récompensé de ses efforts le 10 septembre, vainqueur de la douzième étape. À l'arrivée à Paris, il termine 54e du classement général final et remporte le Prix de la combativité. Une semaine après la fin du Tour de France, il est médaillé de bronze des mondiaux derrière Alaphilippe et Wout van Aert. Trois jours plus tard, il gagne la Flèche wallonne au sommet du Mur de Huy. Il devient à 22 ans le plus jeune vainqueur de la course depuis Philémon De Meersman, lauréat de la première édition en 1936 et le premier coureur à s'imposer dès sa première participation depuis Eddy Merckx en 1967. En position pour réaliser le doublé sur les classiques ardennaises à l'occasion de Liège-Bastogne-Liège, il est gêné dans le sprint final par Alaphilippe et doit se contenter de la deuxième place derrière Primož Roglič, son premier podium sur une classique « Monument ». Atteint d'une pathologie à la hanche droite, il fait l'objet d'une rééducation tout au long de la saison pour éviter de devoir subir une intervention chirurgicale.

#### 2021-2024: UAE Team Emirates
Le 5 janvier 2021, Marc Hirschi quitte officiellement son équipe qui avait pris le nom de DSM alors qu'il est sous contrat. Les raisons de ce départ ne sont pas révélées publiquement, un accord de confidentialité entre le coureur et la direction de l'équipe ayant été signé au moment du départ du Suisse. Quatre jours plus tard, il rejoint officiellement l'équipe UAE Team Emirates. Il ne reprend la compétition qu'en mars lors du Tour de Catalogne en raison d'une opération aux dents de sagesse et d'une rééducation à sa hanche droite. Après un début de saison sans résultats notables, son équipe n'est pas au départ de la Flèche wallonne, en raison d'un cas de Covid-19. Quatre jours plus tard, il se classe sixième de Liège-Bastogne-Liège, remporté par son leader Tadej Pogačar. En juin, il est deuxième du championnat de Suisse du contre-la-montre à plus de deux minutes de Stefan Küng. Lors de la première étape du Tour de France, il est pris dans une chute collective et se blesse à la clavicule gauche (dislocation de l'articulation acrimio-claviculaire),. Il parvient à terminer la course, qui est remportée par son coéquipier Pogačar. Par la suite, il participe aux Jeux olympiques de Tokyo (25e), puis se classe sixième du championnat d'Europe sur route. Lors du Tour de Luxembourg, il gagne une étape et termine deuxième du général. Après un abandon sur les mondiaux, il termine sa saison en prenant la deuxième place de la Veneto Classic. Toujours handicapé à sa hanche droite, il se fait opérer en décembre et se fixe comme objectif d'être rétabli pour les classiques ardennaises en avril 2022.

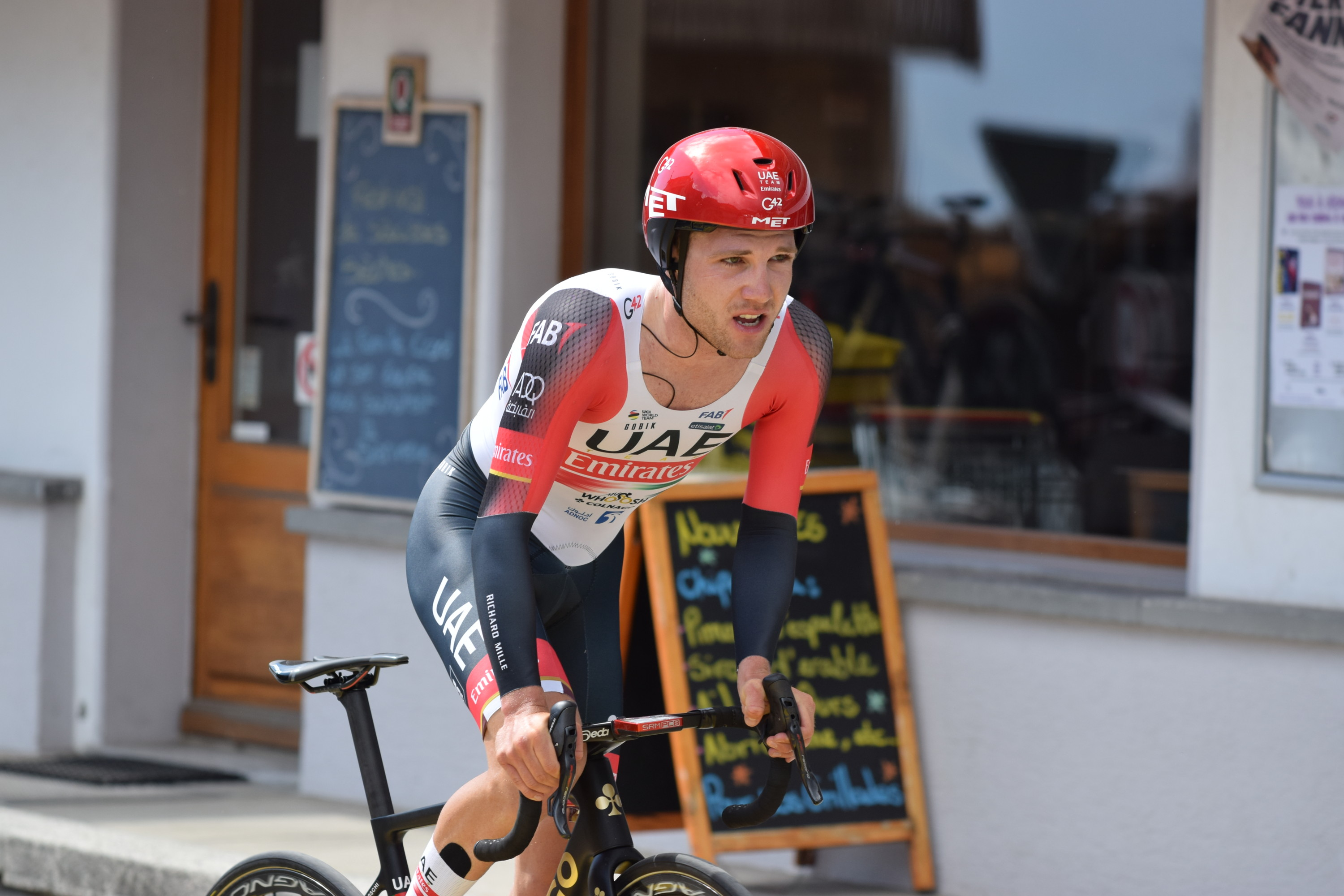
Hirschi lors du Tour de Romandie 2022.

Le 20 mars 2022, il reprend la compétition et s'impose d'entrée sur la course d'un jour italienne Per sempre Alfredo. En juin, Hirschi, tout comme son coéquipier Diego Ulissi, doit renoncer à prendre le départ de la sixième étape du Tour de Suisse en raison d'un test positif au SARS-CoV-2. L'ensemble de l'équipe UAE Team Emirates quitte alors la course. Initialement non retenu pour participer au Tour de France, Hirschi est sélectionné à la suite d'un test positif de Matteo Trentin au SARS-CoV-2 à deux jours du départ qui entraîne un forfait du coureur italien.
Hirschi commence 2023 avec une huitième place lors de la Cadel Evans Great Ocean Road Race puis la quatrième place de la Jaén Paraiso Interior remportée par son chef de file Tadej Pogačar. Lors du Tour de l'Algarve, il chute durant la première étape et se fracture un radius, ce qui entraîne une indisponibilité estimée à huit semaines. De retour à la compétition à la fin du mois de mars, Hirschi est dixième de Liège-Bastogne-Liège puis quatrième d'Eschborn-Francfort. Il remporte ensuite la troisième étape du Tour de Hongrie puis le classement général de cette épreuve. Le 25 juin, il devient pour la première fois champion de Suisse sur route. Entre le 25 juillet et le 15 octobre, il décroche 16 tops 10 en 27 jours de course. Il gagne coup sur coup la Classique d'Ordizia, la Coppa Sabatini et Tour de Luxembourg. Il monte sur le podium du Mémorial Marco Pantani, de la Coppa Agostoni, du Tour du Piémont et de la Veneto Classic. Il se classe également sixième du Renewi Tour et de la Bretagne Classic. Toutes ses performances lui permettent de terminer à la 12e place du classement UCI.
En 2024, il réalise la meilleure saison de sa carrière. Lauréat de la Drôme Classic en février, il se contente ensuite d'une troisième place sur Milan-Turin et d'une deuxième place lors de l'Amstel Gold Race, battu au sprint par Tom Pidcock. Il réalise une deuxième partie de saison très réussie. Fin mai, il remporte le Czech Tour. Après une 16e place aux Jeux olympiques de Paris, il remporte cinq classiques de suite entre le 10 août et le 14 septembre. Vainqueur de la Classique de Saint-Sébastien lors d'un sprint à deux face à Julian Alaphilippe, il enchaine avec la Bretagne Classic, où il résiste en solitaire au retour du peloton. Il s'agit de ses premières victoires sur des classiques World Tour, depuis la  Flèche wallonne en 2020. Il gagne dans la foulée le Grand Prix de l'industrie et de l'artisanat de Larciano, la Coppa Sabatini, le Mémorial Marco Pantani et la Coppa Agostoni. À domicile, il se classe sixième du championnat du monde sur route, puis termine la saison à la même place au classement mondial, la meilleure place de sa carrière.

#### Depuis 2025: leader chez Tudor
Marc Hirschi rejoint l'équipe Tudor en 2025.

## Palmarès sur route

### Palmarès amateur
| - 2013 - Silenen-Amsteg-Bristen débutants - 2014 - 3e du Prix des Vins Henri Valloton débutants - 3e du championnat de Suisse sur route débutants - 2015 - Champion de Suisse sur route juniors - Classement général du Grand Prix Général Patton - Tour du Piémont Haut Rhinois - Grand Prix Rüebliland : - Classement général - 1re étape - 2e du championnat de Suisse du contre-la-montre juniors - 5e du championnat d'Europe sur route juniors - 7e du championnat d'Europe du contre-la-montre juniors - 9e du championnat du monde sur route juniors - 2016 - Champion de Suisse sur route juniors - Tour de Berne amateurs - Classement général du Tour du Pays de Vaud - Trofeo Emilio Paganessi - 3e étape du Grand Prix Rüebliland - 2e du championnat d'Europe du contre-la-montre juniors - 3e de Gand-Wevelgem juniors - 3e de l'Enfer du Chablais juniors - 3e du Grand Prix Général Patton - 3e du Grand Prix Rüebliland - 8e du championnat du monde du contre-la-montre juniors | - 2017 - Tour du Jura - 3e du championnat de Suisse sur route élites nationaux - Médaillé de bronze du championnat d'Europe sur route espoirs - 8e du championnat d'Europe du contre-la-montre espoirs - 2018 - Champion du monde sur route espoirs - Champion d'Europe sur route espoirs - 2e étape de l'Istrian Spring Trophy - 2e étape du Grand Prix Priessnitz spa - 3e étape du Tour d'Alsace - 2e du Tour Alsace - 3e du Grand Prix Priessnitz spa - 5e du championnat d'Europe du contre-la-montre espoirs |  |

### Palmarès professionnel
| - 2019 - 2e du championnat de Suisse du contre-la-montre - 3e de la Classique de Saint-Sébastien - 5e du BinckBank Tour - 10e de l'E3 BinckBank Classic - 2020 - Tour de France : - Prix de la combativité - 12e étape - Flèche wallonne - 2e de Liège-Bastogne-Liège - Médaillé de bronze du championnat du monde sur route - 2021 - 2e étape du Tour de Luxembourg - 2e du championnat de Suisse du contre-la-montre - 2e du Tour de Luxembourg - 2e de la Veneto Classic - 6e de Liège-Bastogne-Liège - 6e du championnat d'Europe sur route - 2022 - Per sempre Alfredo - Grand Prix du canton d'Argovie - Tour de Toscane - Veneto Classic - 3e de la Semaine internationale Coppi et Bartali - 9e de l'Amstel Gold Race - 9e de Liège-Bastogne-Liège - 2023 - Champion de Suisse sur route - Tour de Hongrie : - Classement général - 3e étape - Tour des Apennins - Classique d'Ordizia - Coppa Sabatini - Classement général du Tour de Luxembourg - 2e du Grand Prix du canton d'Argovie - 2e du Mémorial Marco Pantani - 2e de la Coppa Agostoni - 2e du Tour du Piémont - 2e de la Veneto Classic - 4e d'Eschborn-Francfort - 6e du Renewi Tour - 6e de la Bretagne Classic - 8e de la Cadel Evans Great Ocean Road Race - 8e du Grand Prix cycliste de Québec - 10e de Liège-Bastogne-Liège - 10e de la Bemer Cyclassics - 10e du Grand Prix cycliste de Montréal | - 2024 - Drôme Classic - Czech Tour : - Classement général - 2e étape - Classique de Saint-Sébastien - Bretagne Classic - Grand Prix de l'industrie et de l'artisanat de Larciano - Coppa Sabatini - Mémorial Marco Pantani - Coppa Agostoni - 2e de l'Amstel Gold Race - 3e de Milan-Turin - 3e du Circuit franco-belge - 6e du championnat du monde sur route - 9e d'Eschborn-Francfort - 2025 - Clàssica Comunitat Valenciana 1969-Gran Premio Valencia - 2e du championnat de Suisse sur route - 8e d'Eschborn-Francfort |  |

### Résultats sur les grands tours

#### Tour de France
4 participations
- 2020 : 54e, vainqueur de la 12e étape,  vainqueur du prix de la combativité
- 2021 : 98e
- 2022 : 127e
- 2025 : 78e

### Résultats sur les classiques et les championnats internationaux
Ce tableau présente les résultats de Marc Hirschi sur courses d'un jour de l'UCI World Tour auxquelles il a participé, ainsi qu'aux différentes compétitions internationales.
| Légende | Légende | Légende | Légende     | Légende | Légende              | Légende | Légende       | Légende | Légende     |
| ------- | ------- | ------- | ----------- | ------- | -------------------- | ------- | ------------- | ------- | ----------- |
| AB      | Abandon | HD      | Hors-délais | -       | Pas de participation | ×       | Pas d'épreuve | NP      | Non-partant |

| Année | Cadel Evans Great Ocean Road Race | Strade Bianche | Milan-San Remo | Grand Prix E3 | À travers les Flandres | Tour des Flandres | Amstel Gold Race | Flèche wallonne | Liège- Bastogne-Liège | Eschborn-Francfort | Classique de Saint-Sébastien | EuroEyes Cyclassics | Bretagne Classic | Grand Prix de Québec | Grand Prix de Montréal | Tour de Lombardie | JO - course en ligne | Europe - course en ligne | Mondial - course en ligne |
| ----- | --------------------------------- | -------------- | -------------- | ------------- | ---------------------- | ----------------- | ---------------- | --------------- | --------------------- | ------------------ | ---------------------------- | ------------------- | ---------------- | -------------------- | ---------------------- | ----------------- | -------------------- | ------------------------ | ------------------------- |
| 2019  | -                                 | 73e            | 48e            | 10e           | 52e                    | -                 | 54e              | -               | 51e                   | -                  | 3e                           | 21e                 | -                | 62e                  | 58e                    | 27e               | ×                    | -                        | AB                        |
| 2020  | -                                 | AB             | -              | ×             | ×                      | -                 | ×                | Vainqueur       | 2e                    | ×                  | ×                            | ×                   | -                | ×                    | ×                      | -                 | ×                    | -                        | 3e                        |
| 2021  | ×                                 | -              | -              | -             | -                      | -                 | 35e              | NP              | 6e                    | -                  | -                            | ×                   | -                | ×                    | ×                      | 36e               | 25e                  | 6e                       | AB                        |
| 2022  | ×                                 | -              | -              | -             | -                      | -                 | 9e               | 32e             | 9e                    | -                  | -                            | -                   | -                | -                    | -                      | 81e               | ×                    | -                        | -                         |
| 2023  | 8e                                | -              | -              | -             | -                      | -                 | 36e              | 80e             | 10e                   | 4e                 | 13e                          | 10e                 | 6e               | 8e                   | 10e                    | 19e               | ×                    | -                        | AB                        |
| 2024  | -                                 | 68e            | 112e           | AB            | 32e                    | AB                | 2e               | AB              | 17e                   | 9e                 | Vainqueur                    |                     | Vainqueur        |                      |                        |                   |                      |                          |                           |

### Classements mondiaux
| Année                                 | 2017 | 2018 | 2019 | 2020 | 2021 | 2022 | 2023 | 2024 |
| ------------------------------------- | ---- | ---- | ---- | ---- | ---- | ---- | ---- | ---- |
| Classement mondial                    | 579e | 110e | 95e  | 10e  | 67e  | 60e  | 12e  | 6e   |
| UCI Europe Tour                       | 385e | 52e  | 77e  | 9e   | 56e  | 51e  | 12e  | 5e   |
|                                       |      |      |      |      |      |      |      |      |
| Légende : nc = non classéSource : UCI |      |      |      |      |      |      |      |      |

## Palmarès sur piste

### Championnats du monde juniors
- Aigle 2016
  -  Champion du monde de l'américaine juniors (avec Reto Müller)

### Championnats de Suisse
- 2016
  -  Champion de Suisse de l'américaine (avec Reto Müller)
- 2017
  - 3e de la poursuite par équipes

## Récompenses
- Meilleur espoir suisse de l'année : 2018
- Cycliste suisse de l'année : 2020